# Rudolf Kühnhold
Rudolf Kühnhold (* 27. August 1903 in Schwallungen; † 1992) war ein deutscher Physiker.

## Leben
Kühnhold trat nach seinem Physikstudium, das er an der Universität Göttingen mit der Promotion zum Dr. rer. nat. abschloss, bei der Torpedoversuchsanstalt Eckernförde (TVA) in den Dienst der Reichsmarine. Dort stieg er schnell zum Marine-Oberbaurat auf und übernahm 1928 in Kiel die Leitung der Nachrichten-Versuchsabteilung (NVA) der Reichsmarine. 1931 meldete er bereits ein Patent zur Ortung von Objekten unter Wasser mit Schallwellen an (aktives Sonar). Darüber hinaus beschäftigte er sich intensiv mit einem Projekt zur Erweiterung des klassischen Echolots. Dabei ging es darum, dass nicht nur vertikal die Tiefe zum Meeresgrund gemessen werden konnte, sondern dass vergleichbar mit dem heutigen Radar auch eine horizontale Messung möglich wäre, um den Abstand zu anderen Wasserfahrzeugen zu ermitteln.
Im Sommer 1933 kam Kühnhold bei Experimenten die Idee, statt des auf Schallwellen basierenden Sonarprinzips des Echolots auf elektromagnetische Wellen zurückzugreifen. Dafür setzte er elektromagnetische Wellen mit einer Wellenlänge von 13,5 cm ein.
Am 12. Mai 1934 gelang es ihm bei einem Versuch, für das Schiff Grille eine Entfernung von 2100 m zu messen. Sein Versuchsgerät arbeitete bei einer Wellenlänge von 13,5 cm mit 0,3 Watt Ausgangsleistung mit einer von Hans Erich Hollmann entwickelten Barkhausen-Kurz-Röhre (heute als Wanderfeldröhre bekannt) auf eine in einem Parabolspiegel angebrachte Dipolantenne. Im Laufe der Entwicklung kam er mit den beiden Ingenieuren Hans-Karl von Willisen und Paul-Günther Erbslöh von der Berliner Firma Tonographie in Kontakt. Diesen beiden gelang es dann in der Folge am 12. Oktober 1934 und am 2. November 1934 auf dem Versuchsgelände in Pelzerhaken, die Messentfernung auf 12 km auszudehnen. Das beschleunigte ungemein die Mühlen der Bürokratie, so dass die Weiterentwicklung von der Marine offiziell in Auftrag gegeben wurde.
Am 26. September 1935 präsentierte Kühnhold dem Oberkommando der Kriegsmarine ein Funkmessgerät, das auf dem Prinzip der Aussendung von elektromagnetischen Wellen und dem Empfang der daraus resultierenden Echowellen basierte. In dem Versuch diente das Artillerie-Schulschiff Bremse als Zielobjekt und wurde erfolgreich durch ein Funkmessgerät, das bei einer Wellenlänge von 48 cm über 40 Watt verfügte, ausgemessen. Auf Grund der guten Ergebnisse wurde beschlossen, das Verfahren weiterzuentwickeln.
Da die Entwicklung der höchsten Geheimhaltung unterlag, wurde entschieden, für den Begriff der "Funkmessung" bzw. für Forschungsarbeiten zur See- und Luftaufklärung mit elektromagnetischen Wellen den weniger verfänglichen und beschreibenden Begriff De-Te (Dezimeter-Telegraphie) zu benutzen.
Kühnhold gilt somit als einer der Miterfinder des Radar-Gerätes.
Siehe auch: Deutsches Technisches Gerät, Freya